# Samuel Czambel
Samuel Czambel lub Samo Czambel (ur. 1 września 1850 w Slovenská Ľupča k. Bańskiej Bystrzycy, zm. 18 grudnia 1909 w Csillaghegy, obecnie część Budapesztu) – słowacki filolog, językoznawca, tłumacz oraz badacz historii i dialektów języka słowackiego.
Swoimi badaniami Czambel przyczynił się do ustalenia współczesnej ortografii języka słowackiego. Jego analityczne studia i prace o charakterze normatywnym w zakresie ortografii, fonetyki, morfologii oraz słownictwa wywarły decydujący wpływ na uformowanie się słowackiego języka literackiego. Główne prace: Príspĕvky k dejinàm jazyka slovenského (1887), Slovenský pravopis (1890), Rukovat' spisownej reči slovenskej (1902), Slováci a ich reč (1903), Slovenská reč a jej miesto v rodinie slovanských jazykov (1906).